# Ixalotettix
Ixalotettix är ett släkte av insekter. Ixalotettix ingår i familjen gräshoppor.
Kladogram enligt Catalogue of Life:
| Ixalotettix | \| \| Ixalotettix chapadae \| \| \| \| \| \| Ixalotettix compactus \| \| \| \| |
|             | \| \| Ixalotettix chapadae \| \| \| \| \| \| Ixalotettix compactus \| \| \| \| |
|             | Ixalotettix chapadae                                                           |
|             |                                                                                |
|             | Ixalotettix compactus                                                          |
|             |                                                                                |